# دير نيا موني
نيا موني ((باليونانية: Νέα Μονή)، حرفياً. "الدير الجديد") هو دير من القرن الحادي عشر في جزيرة خيوس تم الاعتراف به كموقع للتراث العالمي لليونسكو. وهو يقع على جبل بروفاتيو أوروس. في داخل الجزيرة، على بعد حوالى 15 كم من مدينة خيوس. معروف جيداً بفسيفسائه، والتي، جنبا إلى جنب مع تلك في دافني وهوسيوس لوكاس (Hosios Loukas)، هي من بين أروع الأمثلة على فن "عصر النهضة المقدونية" (Macedonian art (Byzantine)) في اليونان.

فسيفساء المريمات الثلاث (1100 م).

## روابط خارجية
- (باليونانية) (بالإنجليزية) The Nea Moni Monastery's website نسخة محفوظة 26 فبراير 2020 على موقع واي باك مشين.
- (باليونانية) The Nea Moni of Chios, from the Greek Ministry of Culture
- (باليونانية) The Nea Moni of Chios, from the Church of Greece website نسخة محفوظة 7 أغسطس 2011 على موقع واي باك مشين.
- (باليونانية) Byzantine Mosaics of Nea Moni